# 福岡女子短期大学
福岡女子短期大学（ふくおかじょしたんきだいがく、英語: Fukuoka Women's Junior College）は、福岡県太宰府市五条4-16-1に本部を置く日本の私立大学。1907年創立、1966年大学設置。大学の略称は福女短、女子短、FWJC。。

## 概観

### 大学全体
- 福岡県太宰府市内に所在する日本の私立短期大学で、設置主体は学校法人九州学園[1]。
- 1966年に九州学園福岡女子短期大学として開学。1972年に福岡女子短期大学と改称。学科の増設により複数の学科を擁していたが、2000年代以降より徐々に学科が減少しはじめ、その後も減少し続け、2020年代以降より学科数の減少が目立ちはじめ、2026年度より1学科と大幅に縮小となる。
- 名称の類似する福岡女子大学とは別法人で関係は無い。

### 学風および特色
- 福岡女子短期大学は個性を重視した才能の開発・育成を教育のねらいとしている。
- 基礎教育科目に「太宰府地域学」といったユニークな科目もある。

## 沿革
- 1903年
  - 釜瀬新平によって、私立豫修館が設立される[注 1]。
- 1907年
  - 九州高等女学校を開校[注 2]。
- 1966年
  - 1月25日 左記を以て文部省[注 3]より短期大学の設置が認可される[5]。
  - 4月1日 九州学園福岡女子短期大学（きゅうしゅうがくえんふくおかじょしたんきだいがく）としてが以下の学科体制にて開学[6]。
    - 家政科 入学定員100名[注 4]

  - 5月1日 学生数[8]/定員
    - 家政科 228[注釈 1]/100
- 1967年
  - 4月1日 以下の学科を増設する[注 5]。
    - 食物栄養科[注釈 2]
    - 英語科[注釈 2]

  - 5月1日 学生数[12]/定員
    - 家政科 354[注釈 1]/200
    - 食物栄養科 110[注釈 1]/100
    - 英語科 84[注釈 1]/100
- 1968年
  - 5月1日 学生数[13]/定員
    - 家政科 271[注釈 1]/200
    - 食物栄養科 218[注釈 1]/200
    - 英語科 152[注釈 1]/200
- 1970年
  - 4月1日 この年度における出来事を、以下列挙する[注 6]。
    - 以下の学科を増設する[注 7]。
      - 音楽科 入学定員40名
      - 文科 入学定員80名[注 8]
        - 国語国文専攻 入学定員40名
        - 英語英文専攻 入学定員40名

  - 5月1日 学生数[20]/定員
    - 家政科 218[注釈 1]/200
    - 食物栄養科 202[注釈 1]/200
    - 文科 132[注釈 1]/80
      - 英語科 105[注釈 1]/100

    - 音楽科 60[注釈 1]/40
- 1971年
  - 5月1日 学生数[21]/定員
    - 家政科 149[注釈 1]/200
    - 食物栄養科 178[注釈 1]/200
    - 文科 330[注釈 1]/160
    - 音楽科 130[注釈 1]/80
- 1972年
  - 1月28日 専攻科の設置が認められ、以下の課程を設ける[22]。
    - 国語国文専攻[注釈 3]
    - 英語英文専攻[注釈 3]
    - 家政専攻[注釈 3]
    - 食物栄養専攻[注釈 3]
    - 音楽専攻[注釈 3]

  - 4月1日 福岡女子短期大学と改称[19]。
- 1974年
  - 4月1日 以下の出来事を以下、列挙する[24]。
    - 家政科を以下の課程に専攻分離する[注 9]。
      - 家政専攻 入学定員50名
      - 被服専攻 入学定員50名

    - 文科における各専攻について、以下増募あり[注 10]。
      - 国語国文専攻 40→100
      - 英語英文専攻 40→100
- 1975年
  - 5月1日 学生数[27]/定員
    - 家政科 266[注釈 1]/200
    - 食物栄養科 206[注釈 1]/200
    - 文科 660[注釈 1]/400
    - 音楽科 124[注釈 1]/80
- 1983年
  - 4月1日 以下、入学定員増あり[注 11]。
    - 文科
      - 国語国文専攻 100→150
      - 英語英文専攻 100→150

    - 音楽科 40→80

  - 5月1日 学生数[34]/定員
    - 家政科 348[注釈 1]/200
    - 食物栄養科 210[注釈 1]/200
    - 文科 900[注釈 1]/500
    - 音楽科 161[注釈 1]/120
- 1984年
  - 4月1日 音楽科を以下の専攻課程に分離する[注 12]。　
    - 声楽専攻 入学定員45名[注釈 4]
    - 器楽専攻 入学定員35名[注釈 4]

  - 5月1日 学生数[38]/定員
    - 家政科 310[注釈 1]/200
    - 食物栄養科 205[注釈 1]/200
    - 文科 817[注釈 1]/600
    - 音楽科 161[注釈 1]/160
- 1985年
  - 4月1日 家政科の一部専攻において、以下変更あり[注 13]。
    - 被服専攻→服飾美術専攻への改称[注 14]
    - 家政専攻の入学定員50→100へ増員[注 15]に増員

  - 5月1日 学生数[44]/定員
    - 家政科 319[注釈 1]/250
    - 食物栄養科 207[注釈 1]/200
    - 文科 772[注釈 1]/600
    - 音楽科 159[注釈 1]/160
- 1986年
  - 4月1日 以下の学科を増設する[注 16]。
    - 秘書科 入学定員100名[注 17]

  - 5月1日 学生数[50]/定員
    - 家政科 322[注釈 1]/300
    - 食物栄養科 209[注釈 1]/200
    - 文科 764[注釈 1]/600
    - 音楽科 155[注釈 1]/160
    - 秘書科 115[注釈 1]/100
- 1987年
  - 4月1日 家政科家政専攻の入学定員を100→150[注 18]に増員[注 19]。
  - 5月1日 学生数[56]/定員
    - 家政科 395[注釈 1]/350
    - 食物栄養科 214[注釈 1]/200
    - 文科 733[注釈 1]/600
    - 音楽科 168[注釈 1]/160
    - 秘書科 244[注釈 1]/200
- 1988年
  - 4月1日 専攻科音楽専攻の入学定員を10→30[注 20]へ増員[注 21]。
  - 5月1日 学生数[61]/定員
    - 家政科 461[注釈 1]/400
    - 食物栄養科 218[注釈 1]/200
    - 文科 738[注釈 1]/600
    - 音楽科 175[注釈 1]/160
    - 秘書科 238[注釈 1]/200
- 1989年
  - 4月1日 秘書科の入学定員を100→150[注 22]に増員[注 23]。
  - 5月1日 学生数[67]/定員
    - 家政科 478[注釈 1]/400
    - 食物栄養科 217[注釈 1]/200
    - 文科 733[注釈 1]/600
    - 音楽科 160[注釈 1]/160
    - 秘書科 ？[注 24]/250
- 1990年
  - 4月1日 この年度における変更点は以下の通りとなっている[注 25]。
    - 文科英語英文専攻の入学定員を150→200に増員[注 26]
    - 家政科服飾美術専攻を生活造形専攻に改称。

  - 5月1日 学生数[71]/定員
    - 家政科 494[注釈 1]/400
    - 食物栄養科 212[注釈 1]/200
    - 文科 763[注釈 1]/650
    - 音楽科 170[注釈 1]/160
    - 秘書科 391[注釈 1]/250
- 1991年
  - 4月1日 以下、増募あり[注 27]。
    - 秘書科 150→200[注釈 5]
    - 家政科生活造形専攻 50→80[注釈 5]

  - 5月1日 学生数[76]/定員
    - 家政科 490[注釈 1]/430
    - 食物栄養科 209[注釈 1]/200
    - 文科 858[注釈 1]/700
    - 音楽科 175[注釈 1]/160
    - 秘書科 448[注釈 1]/350
- 1992年
  - 5月1日 学生数[注 28]/定員
    - 家政科 505[注釈 1]/460
    - 食物栄養科 209[注釈 1]/200
    - 文科 904[注釈 1]/700
    - 音楽科 192[注釈 1]/160
    - 秘書科 525[注釈 1]/400
- 1993年
  - 4月1日 音楽科の各専攻課程について以下、入学定員変更あり[注 29]。
    - 声楽専攻 45→35
    - 器楽専攻 35→45

  - 5月1日 学生数[82]/定員
    - 家政科 511[注釈 1]/460
    - 食物栄養科 210[注釈 1]/200
    - 文科 958[注釈 1]/700
    - 音楽科 218[注釈 1]/160
    - 秘書科 544[注釈 1]/400
- 1996年
  - 4月1日 以下、改称あり[注 30]。
    - 家政科→生活学科
      - 家政専攻→生活教養専攻	[注 31]

  - 5月1日 学生数[86]/定員
    - 生活学科 169[注釈 1]/230
      - 家政科 211[注釈 1]/230

    - 食物栄養科 214[注釈 1]/200
    - 文科 690[注釈 1]/700
    - 音楽科 217[注釈 1]/160
    - 秘書科 462[注釈 1]/400
- 1997年
  - 5月1日 学生数[87]/定員
    - 生活学科 344[注釈 1]/460
    - 食物栄養科 227[注釈 1]/200
    - 文科 653[注釈 1]/700
    - 音楽科 211[注釈 1]/160
    - 秘書科 432[注釈 1]/400
- 1998年
  - 4月1日
    - 以下、減員あり[注 32]。
      - 文科
        - 国語国文専攻 150→90
        - 英語英文専攻 200→140

      - 生活学科
        - 生活教養専攻 150→80
        - 生活造形専攻 80→45

      - 秘書科 200→140

    - 生活学科における以下の専攻課程についてはこの年度で学生募集を最終とする[注 33]。
      - 生活教養専攻
      - 生活造形専攻

  - 5月1日 学生数[92]/定員
    - 生活学科 286[注釈 1]/355
    - 食物栄養科 213[注釈 1]/200
    - 文科 601[注釈 1]/580
    - 音楽科 188[注釈 1]/160
    - 秘書科 371[注釈 1]/340
- 1999年
  -     - 音楽科における以下の専攻課程についてはこの年度で学生募集を最終とする[注 34]。
      - 声楽専攻
      - 器楽専攻

  - 5月1日 学生数[94]/定員
    - 生活学科 190[注釈 1]/250
    - 食物栄養科 189[注釈 1]/200
    - 文科 398[注釈 1]/460
    - 音楽科 173[注釈 1]/160
    - 秘書科 223[注釈 1]/280
- 2000年
  - 4月1日 以下、減員あり[注 35]。
    - 文科英語英文専攻 140→135
    - 生活学科 125→117
    - 秘書科 140→135
- 2001年
  - 4月1日 以下、減員あり[注 36]。
    - 文科英語英文専攻 135→130[注釈 6]
    - 生活学科 117→109[注釈 6]
    - 秘書科 135→130[注釈 6]
- 2002年
  - 4月1日
    - 以下、減員あり[注 37]。
      - 文科英語英文専攻 130→125[注釈 7]
      - 生活学科 109→101[注釈 7]
      - 秘書科 130→125[注釈 7]

    - 以下の学科については、この年度で学生募集を最終とする[注 38]。
      - 生活学科[注釈 8]
      - 文科
        - 国語国文専攻[注釈 8]
        - 英語英文専攻[注釈 8]
- 2003年
  - 4月1日 この年度における出来事を以下、列挙する[注 39]
    - 以下の学科を増設する。
      - 保育学科 入学定員100名

    - この年度の入学生より、以下学科の改組及び改称あり。
      - 文科→文化コミュニケーション学科 入学定員100名[注 40]
      - 秘書科→ビジネス学科 入学定員100名[注 41]
- 2006年
  - 4月1日 この年度の入学生より、専攻科における国語国文専攻に英語英文専攻を統合し、以下の課程に再編される[注 42]。
    - 文化コミュニケーション専攻 入学定員20名

  - 4月1日 ビジネス学科の入学定員を100→70に減員[注 43]。
- 2009年
  - 4月1日 文化コミュニケーション学科のを100→70に減員[注 44]。
- 2011年
  - 4月1日 以下、減員あり[注 45]。
    - 食物栄養科 100→70
    - 保育学科 100→70
- 2012年
  - 4月1日 以下の学科については、この年度で学生募集を最終とする[注 46]。
    - ビジネス学科[注 47]
- 2014年
  - 1月 平成26年度大学入試センター試験参加短期大学の1校となる[117]。
- 2015年
  - 1月 平成27年度大学入試センター試験参加短期大学の1校となる[118]。
- 2016年
  - 1月 平成28年度大学入試センター試験参加短期大学の1校となる[119]。
  - 4月1日 福岡女子短期大学開学50周年。
- 2017年
  - 福岡女子短期大学附属野方幼稚園内に「サテライト教室」を設置。
- 2018年
  - 4月1日 以下、学科名及び専攻名の改称あり[注 48]。
    - 文化コミュニケーション学科→文化教養学科
    - 食物栄養科→健康栄養学科
    - 保育学科を子ども学科
    - 専攻科[注 49]。
      - 食物栄養専攻→健康栄養専攻
      - 文化コミュニケーション専攻→文化教養専攻
- 2021年
  - 4月1日 以下、入学定員減あり[124]。
    - 健康栄養学科 70→50
    - 音楽科 80→50
- 2024年
  - 4月1日 以下の学科については、この年度で学生募集を最終とする[注 50]。
    - 音楽科
- 2025年
  - 4月1日 以下の学科については、この年度で学生募集を最終とする[注 51]。
    - 文化教養学科
    - 子ども学科

## 基礎データ

### 所在地
- 福岡県太宰府市五条四丁目16-1

### 交通アクセス
- 西鉄太宰府線五条駅下車、徒歩10分。

### 象徴
- ホームページほか右記資料も参照のこと[注 52]

## 教育および研究

### 組織

#### 学科
- 子ども学科[注釈 9]
- 健康栄養学科 入学定員50名
- 文化教養学科[注釈 9]

##### 学科の変遷
- 家政科→生活学科 入学定員101名[注釈 10]
  - 家政専攻→生活教養専攻 入学定員80名[注釈 11]
  - 被服専攻→服飾美術専攻→生活造形専攻 入学定員45名[注釈 11]
- 食物栄養科→健康栄養学科
- 文科→文化コミュニケーション学科→文化教養学科
  - 国語国文専攻→文化コミュニケーション学科→文化教養学科
  - 英語科→英語英文専攻 入学定員125名[注釈 10]
- 音楽科 入学定員50名[注 53]
  - 器楽専攻 入学定員45名[注釈 12]
  - 声楽専攻 入学定員35名[注釈 12]
- 秘書科→ビジネス学科 入学定員70名[注 54]
- 保育学科→子ども学科

#### 専攻科
- 音楽専攻 入学定員30名[1]
- 国語国文専攻→文化コミュニケーション専攻→文化教養専攻 入学定員20名[1]
- 英語英文専攻 入学定員10名[注釈 13]
- 生活専攻 入学定員10名[注釈 13]
- 食物栄養専攻→健康栄養専攻 入学定員10名[1]

#### 別科
- なし

##### 取得資格について
- 中学校教諭二種免許状
  - 国語
  - 文化教養学科[注 55]
  - 音楽
  - 音楽科[142]
- 栄養士資格、栄養教諭二種免許状[注 56]、フードスペシャリスト、家庭料理技能検定、健康管理士が健康栄養学科にて取得できる。
- 音楽療法士資格が音楽科にて取得できる。
- 司書・司書教諭・学校司書・情報処理士資格が文化教養学科にて取得できる。
- 保育士資格、幼稚園教諭二種免許状、こども音楽療育士、幼児体育指導者2級が子ども学科にて取得できる。

### 研究
- 『福岡女子短大紀要』[144]

## 学生生活

### 部活動・クラブ活動・サークル活動
- 福岡女子短期大学のクラブ活動
  - 体育系：ハンドボール・バスケットボール・弓道・バドミントン・バレーボール
    - ハンドボール部は、2017年、2018年全日本学生ハンドボール選手権大会に2年連続出場。

  - 文化系：漫画・文芸・書道・音楽・音同好会・漫画研究・裏千家茶道・ストーリーテリング・美術・星部(よさこいダンスサークル)・折り紙芸術研究同好会・陶芸同好会

### 奨学金制度
- 資格取得奨学金
  - 在学中に大学が認める資格を取得した学生に規定の奨学金（5千円～3万円）を支給。
- スポーツ奨学金
  - 所属する大会・所属するリーグ等において優勝またはこれに順ずる成績を残し、著しく活躍をした場合に規定の奨学金（個人1万円、団体3～5万円）を支給。
- コンテスト奨学金＆アクティビティー奨学金
  - 公共自治体主催などの大会・コンテスト・コンクール等において優勝またはこれに順ずる成績をおさめた学生に規定の奨学金（個人1万円、団体3～5万円）を支給。

### 学園祭
- 福岡女子短期大学の学園祭は「風早祭」と呼ばれ毎年、概ね10月に行われている。
  - 公演ゲスト
    - 第33回 風早祭　うたいびとはね（歌手）
    - 第34回 風早祭　エレキハチマキ（歌手）
    - 第35回 風早祭　Sound Schedule(歌手）、ヤドカリ (ミュージシャン)(歌手）、HIBARI(歌手)
    - 第36回 風早祭　博多華丸大吉
    - 第37回 風早祭　アメリカザリガニ (お笑いコンビ)
    - 第38回 風早祭　キングコング (お笑いコンビ)
    - 第39回 風早祭　磁石 (お笑いコンビ)
    - 第40回 風早祭　ほっしゃん(お笑い)、どんぴしゃ（お笑い）、流れ星 (お笑いコンビ)、ブルーリバー（お笑い）
    - 第41回 風早祭　佐藤健 (俳優)
    - 第42回 風早祭　ゴー☆ジャス（お笑い）
    - 第43回 風早祭　加藤和樹（俳優）
    - 第44回 風早祭　島田秀平（お笑い・手相占い）
    - 第45回 風早祭　ミラクルひかる（お笑い）
    - 第46回 風早祭　吉沢亮（俳優）
    - 第47回 風早祭　山﨑賢人（俳優）
    - 第48回 風早祭　Gero（歌手）
    - 第49回 風早祭　流れ星 (お笑いコンビ)、スパローズ（お笑い）、針尖愛実（歌手）
    - 第50回 風早祭　桐山漣（俳優）
    - 第51回 風早祭　元木聖也（俳優）
    - 第52回 風早祭　中島健 (モデル)
    - 第53回 風早祭　プラス・マイナス (お笑いコンビ)、すゑひろがりず (お笑いコンビ)　※オンライン出演

## 施設

### キャンパス
- 1号館
- 2号館（健康栄養学科）
- 5号館（子ども学科）
- 6号館（学生食堂）
- 7号館（音楽科）
- 8号館（音楽科）
- 9号館（音楽科）
- 10号館（個人研究室）
- 図書館
- 学生ホール１・２
- 体育館
- 弓道場
- 陶芸教室
- 学生研修所
- グラウンドほか

### 寮
- 福岡女子短期大学には「風早寮」と呼ばれる学生寮がキャンパス内にある。
- 提携寮として「ドーミー南福岡」（運営：共立メンテナンス）がある。

## 対外関係

### 系列校
- 福岡国際大学
- 福岡女子短期大学附属野方幼稚園

## 附属学校
- 福岡女子短期大学附属野方幼稚園